# Super Smash Bros. Ultimate
Super Smash Bros. Ultimate este un joc de luptă crossover din 2018 dezvoltat de Bandai Namco Studios și Sora Ltd. și publicat de Nintendo pentru Nintendo Switch. Este al cincelea joc din seria Super Smash Bros., succedând Super Smash Bros. for Nintendo 3DS and Wii U. Jocul urmează stilul tradițional de joc al seriei: controlând unul dintre diferitele personaje, jucătorii trebuie să folosească atacuri diferite pentru a-și slăbi adversarii și a-i scoate din arenă. Dispune de o mare varietate de moduri de joc, cum ar fi o campanie pentru single-player, precum și multiplayer. Jocul are peste 80 de luptători jucabili, inclusiv toți din toate jocurile anterioare Super Smash Bros.; alături de mai mulți ''nou-veniți''. Lista variază de la mascotele Nintendo la personaje din francize terțe, jocul având și conținut descărcabil (DLC) post-lansare care adaugă mai mulți luptători și alt conținut.
Planificarea pentru joc a început din decembrie 2015, cu dezvoltarea completă începând după finalizarea conținutului descărcabil (DLC) pentru jocul precedent din serie. Creatorul și regizorul seriei, Masahiro Sakurai⁠(d), s-a întors împreună cu Bandai Namco Studios și Sora, studiourile care au dezvoltat 3DS / Wii U, cu revenirea studiourilor accelerând procesul de pregătire. Obiectivul lui Sakurai cu Ultimate a fost de a include fiecare personaj din jocurile anterioare, în ciuda diverselor probleme de dezvoltare și licențiere pe care le-ar provoca. Câțiva muzicieni de jocuri video cunoscuți au contribuit la coloana sonoră, Hideki Sakamoto⁠(d) scriind tema principală „Lifelight”.
Nintendo a arătat pentru prima dată Ultimate într-un Nintendo Direct⁠(d) în martie 2018 și l-a dezvăluit pe deplin la E3 2018⁠(d). Jocul a fost lansat pe 7 decembrie 2018. Jocul a primit aprecieri universale, unii critici numindu-l cel mai bun din serie. Ei au lăudat cantitatea de conținut și reglarea fină a elementelor de joc existente Smash, deși modul său online a primit critici. Ultimate este cel mai bine vândut joc de luptă din toate timpurile, a vândut aproape 25 milioane de exemplare până în iunie 2021. Jocul a fost dotat cu conținut descărcabil adăugând noi luptători, muzică și alt conținut de la lansarea sa până în octombrie 2021.

## Gameplay
Super Smash Bros. Ultimate este un joc de luptă pentru până la opt jucători, în care personajele din jocurile Nintendo și alte francize terțe trebuie să încerce să se scoată reciproc dintr-o arenă. Fiecare jucător are un contor procentual, care crește atunci când este rănit, făcându-i mai ușor de lansat în aer și în afara arenei.  Bătăliile standard utilizează una dintre cele trei condiții de victorie:
- Cronometrat, unde jucătorii își propun să câștige cele mai multe puncte învingând adversarii într-un termen limită;
- Stoc, unde jucătorii au un număr stabilit de vieți și trebuie să urmărească să fie ultimul jucător în picioare;
- Stamina, unde jucătorii trebuie pur și simplu să reducă sănătatea adversarului până la zero pentru a-i învinge.

Jucătorii pot ajusta regulile după bunul plac și le pot salva ca presetări pentru viitoarele meciuri. 
Jucătorii pot folosi diverse obiecte pentru a ataca dușmanii sau pentru a le acorda puteri, împreună cu Poké Balls și Assist Trophies, care, respectiv, convocă Pokémon și alte personaje (care nu pot fi jucate) pentru a-i ajuta în luptă. În meciurile cronometrate, anumite Assist Trophies pot fi atacate și învinse pentru a câștiga puncte.    Fiecare personaj are, de asemenea, un puternic atac numit Final Smash, care poate fi efectuat fie prin obținerea unui obiect numit Smash Ball, fie prin umplerea unui contor special, ambele putând fi activate și dezactivate.    Jocul prezintă 103 scene diferite incluse în jocul de bază, iar altele vin în pachet cu luptători DLC. Toate pot fi jucate în forme alternative Battlefield și Omega sau pot fi comutate pentru a elimina pericolele de pe scenă. O nouă funcție numită Stage Morph permite jucătorilor să selecteze două etape pe care jocul le alternează la anumite intervale în timpul unui meci.    Alte modificări includ noi pictograme și indicatoare pentru abilități specifice personajului. 
Pe lângă modurile de joc deja existente precum Classic Mode, Special Smash și Home-Run Contest, noile moduri adăugate jocului includ Smashdown, unde fiecare personaj poate fi jucat o singură dată; Squad Strike, unde jucătorii se luptă în echipe de mai multe personaje; și un mod de turneu care permite până la 32 de jucători să lupte până rămâne doar unul.  

### Spiritele
Un alt set de moduri de joc se învârte în jurul unei noi mecanici cunoscută sub numele de spirite, care înlocuiește trofeele de colecție din jocurile anterioare. Fiecare dintre aceste spirite, bazate pe un anumit personaj de jocuri video, poate fi folosit pentru a alimenta un luptător cu abilități unice, care pot fi folosite pentru a lupta împotriva oponenților umani sau a computerului și pentru a câștiga noi spirite.  Jucătorii câștigă spirite prin provocări prestabilite, cunoscute sub numele de „Bătălii cu Spirite”, care surprind tema personajului descris de spirit, întruchipat de unul sau mai mulți dintre luptătorii jocului și alte efecte de nivel specifice; de exemplu, lupta cu spiritul Rayquaza, un Pokémon dragon, cere jucătorilor să învingă o versiune mare a lui Ridley⁠(d) cu efecte de vânt adăugate. Un mod separat Spirit Board prezintă un set rotativ de lupte cu spirite pentru ca jucătorii să câștige spirite.  Nintendo oferă evenimente Spirit cu timp limitat în promovare încrucișată cu alte jocuri și francize, unde mai multe dintre ele sunt disponibile doar pentru a colecta în timpul evenimentului. 

#### World of Light
Mecanica spiritelor este proeminent prezentată în modul de aventură pentru un singur jucător al jocului, World of Light.   Narațiunea modului începe cu o entitate malefică, Galeem, distrugând lumea Smash Bros., vaporizând aproape toate personajele luptătorului și plasându-le sub închisoarea sa; doar Kirby evită acest atac.  Jucătorii trebuie să exploreze lumea în ruină pentru a salva luptătorii și spiritele capturate, completând provocări marcate. Jucătorii pot folosi aliați și spirite recâștigate pentru a depăși anumite provocări de pe hartă și, în cele din urmă, să-l învingă pe Galeem.   Cu toate acestea, după ce Galeem este învins, un nou dușman, Dharkon, preia și, după ce a fost învins, face război împotriva lui Galeem, iar jucătorii trebuie să-i distrugă pe amândoi. Dacă doar Galeem este învins, Dharkon va cuprinde lumea în întuneric, dar dacă doar Dharkon este învins, atunci Galeem va acoperi universul cu lumină. Cu toate acestea, există o cale care le permite jucătorilor să le învingă pe amândouă simultan. Când se face acest lucru, spiritele sunt eliberate de controlul zeităților căzute și se întorc în lumea reală.

### Multiplayer
Jocul acceptă multiplayer local sau wireless cu alte sisteme și joc online prin conexiuni Wi-Fi sau LAN. Învingând jucătorii online, jucătorii pot câștiga etichete care pot fi schimbate în moneda jocului pentru a cumpăra noi spirite, muzică și costume de luptător Mii.⁠(d) Jocul este compatibil cu controlerele Joy-Con, controlerul Nintendo Switch Pro și controlerele GameCube prin utilizarea unui adaptor USB.  La fel ca în jocul anterior din serie, figurinele amiibo pot fi folosite pentru a crea jucători controlați de AI, care pot fi instruiți pentru a deveni mai puternici.   La un moment dat după lansarea jocului, a fost lansat un serviciu pentru aplicația mobilă Nintendo Switch Online, cunoscut sub numele de „Smash World”, care permite jucătorilor să își verifice statisticile de joc pe lângă partajarea imaginilor și videoclipurilor capturate din joc pe social media.  Jocul conșine peste 900 de melodii muzicale.  Versiunea 3.0 a jocului, lansată în aprilie 2019, adaugă un mod Stage Builder care permite jucătorilor să își creeze propriile scene personalizate și pe care le pot partaja sau descărca prin intermediul serviciului Switch Online. Actualizarea include, de asemenea, un editor de redare care permite jucătorilor să editeze reluările stocate și să le partajeze cu alții sau să le descarce pe alte dispozitive. Acestea vor fi disponibile și în aplicația Smash World.  O actualizare din mai 2019 a oferit asistență limitată pentru setul de realitate virtuală al Nintendo Labo⁠(d), permițând unui jucător să vizualizeze meciuri numai pe computer în VR sau să se joace într-un mod 1-la-1 împotriva unui computer.  O actualizare din septembrie 2019 a adăugat modul Home-Run Contest din jocurile anterioare Smash. 

### Personaje jucabile
Super Smash Bros. Ultimate, ca și în cazul altor jocuri din seria Super Smash Bros., oferă o distribuție încrucișată de luptători din mai multe francize Nintendo diferite, precum și luptători din serie de dezvoltatori terți precum Konami, Sega, Capcom, Bandai Namco⁠(d) , Square Enix, PlatinumGames, Atlus, Microsoft, SNK, Mojang Studios și Disney. Jocul de bază prezintă 74 de luptători care se pot juca,  format din toți cei 63 de luptători anteriori din intrări anterioare și 11 noi: Inklings din Splatoon ; Princess Daisy din seria Mario; Ridley și Dark Samus din seria Metroid; Simon Belmont și Richter Belmont din seria Castlevania; Chrom din Fire Emblem Awakening ; King K. Rool din seria Donkey Kong ; Isabelle din seria Animal Crossing ; Ken  din seria Street Fighter ; și Incineroar din Pokémon Sun and Moon.  La începerea jocului, jucătorii au acces doar la cele opt personaje inițiale ale jocului original Super Smash Bros.
Anumite personaje ale căror seturi de mișcări speciale se bazează direct pe alte personaje din joc sunt acum clasificate ca „Echo Fighters”, posedând seturi de mișcare și proporții similare cu luptătorii pe care se bazează, dar cu propriile lor animații unice și diferențe minore de joc. Pe ecranul de selectare a personajelor, aceste personaje pot fi listate individual sau stivuite cu luptătorii pe care se bazează.   Personajele selectate au, de asemenea, costume alternative cu diferite genuri sau, uneori, alte personaje, cum ar fi Bowser Jr., care are un aspect selectabil pentru a fi oricare dintre celelalte Koopalings, dar altfel au animații și abilități identice.    Mai multe personaje care au revenit au primit actualizări la ținutele lor, cum ar fi Link purtând ținuta sa din The Legend of Zelda: Breath of the Wild . 
Luptători suplimentari au fost adăugați jocului prin conținut descărcabil după lansare (DLC). Primul dintre acestea, Piranha Plant din seria Mario, a fost lansat în ianuarie 2019 și a fost pus gratuit la dispoziția celor care au achiziționat și înregistrat jocul cu un cont My Nintendo⁠(d) înainte de sfârșitul acelei luni.   Luptători suplimentari, fiecare cu o scenă unică și muzică nouă, au fost lansați atât individual, cât și ca parte a celor două pachete Fighters Pass.   Primul Fighters Pass a fost format din cinci personaje: Joker din Persona 5⁠(d), lansat în aprilie 2019;  Hero  din seria Dragon Quest, lansat în iulie 2019;  Banjo &amp; Kazooie din seria Banjo-Kazooie, lansat în septembrie 2019;  Terry Bogard din seria Fatal Fury, lansat în noiembrie 2019;  și Byleth din Fire Emblem: Three Houses⁠(d), lansat în ianuarie 2020. 
În timp ce Nintendo intenționase inițial să limiteze noii luptători la cei din Fighters Pass-ul inițial, compania a anunțat planuri în septembrie 2019 pentru Fighters Pass Volumul 2, care include șase luptători suplimentari.  Masashiro Sakurai a declarat în februarie 2020 că nu există alte planuri pentru alte Pass-uri de luptători suplimentare după cel de-al doilea pentru Ultimate.  Primul personaj din această colecție, Min Min din Arms, a fost lansat în iunie 2020.  Steve, avatarul jucătorului din Minecraft al Mojang Studios, a fost lansat în octombrie 2020; personajele jocului Alex, Zombie și Enderman apar ca și costume alternative.   Sephiroth, antagonistul din Final Fantasy VII al lui Square Enix, a fost lansat în decembrie 2020, jucătorii putând debloca personajul cu câteva zile mai devreme, învingându-l într-o luptă de șefi de timp limitat cunoscută sub numele de „Provocarea Sephiroth”.  Pyra și Mythra, două personaje dual din Xenoblade Chronicles 2⁠(d), au fost lansate în martie 2021.  Kazuya Mishima din seria Tekken⁠(d) a lui Bandai Namco⁠(d) a fost lansat în iunie 2021.  Sora din seria Disney și Square Enix Kingdom Hearts  a fost ultimul luptător care a fost adăugat în octombrie 2021. 

## Dezvoltare
Super Smash Bros. Ultimate a fost dezvoltat de Bandai Namco Studios și Sora Ltd., aceleași studiouri care au dezvoltat Super Smash Bros. for Nintendo 3DS & Wii U, pentru Nintendo Switch, cu creatorul seriei Masahiro Sakurai⁠(d) revenind ca director de joc.  Spre deosebire de jocurile anterioare Super Smash Bros., echipa nu a fost adunată de la zero, ceea ce a grăbit timpul de pregătire.  Planul de proiect pentru joc era în lucru până în decembrie 2015, când DLC-ul pentru 3DS & Wii U era în curs de dezvoltare  și s-a terminat după ce a fost finalizat.  Adunarea personalului a fost făcută la scurt timp după aceea.  Perioada de dezvoltare a fost mai scurtă în comparație cu jocurile anterioare din serie. 
Potrivit lui Sakurai, producerea unui joc Super Smash Bros. pentru Switch a fost ultima solicitare pe care fostul președinte Nintendo Satoru Iwata⁠(d)  i-a dat-o înainte de moartea lui Iwata în 2015, ceea ce l-a determinat pe Sakurai să se simtă obligat să facă din joc cel mai bun produs posibil pe care îl putea face.  Sakurai a căutat să includă fiecare personaj din jocurile anterioare, pentru a nu dezamăgi fanii.  Cu toate acestea, el știa că aceasta va fi o problemă complexă atât pentru dezvoltare, cât și pentru licențiere;  ar crește, de asemenea, drastic costul dezvoltării. Revenirea lui Bandai și Sora a făcut ca acest lucru să se întâmple mai ușor.  Sakurai a vrut, de asemenea, să ajusteze abilitățile personajelor pentru a accelera jocul,  deși nu într-o măsură în care să-i înstrăineze pe jucătorii nefamiliarizați cu seria.  Sakurai știa că Ultimate era un joc de bază pentru Nintendo și că avea o bază de jucători dedicată pe care nu voia să o dezamăgească și credea că îndeplinirea acestui obiectiv era necesară pentru a satisface baza de fani.  Sakurai s-a confruntat, de asemenea, cu decizia de a crea un sistem de joc complet nou sau de a construi pe baza celor preexistente; a ales să construiască pe cele preexistente, deoarece ar fi doar aproximativ o treime din personajele pe care le-a dorit în jocul final.  Inițial, modul de joc ar fi diferit între modurile andocate și portabile ale Switch-ului, dar Sakurai a abandonat acest lucru deoarece ecranul sistemului în modul portabil era mai bun decât credea el.  Sakurai credea că acesta va fi singurul joc Smash care va avea lista completă de personaje care revin, denumind efortul de a include personajele, muzica, decorurile și alte elemente drept „fără precedent” și a avertizat că viitoarele jocuri din seria vor fi probabil mai mici în domeniul de aplicare. Cu toate acestea, Sakurai a vrut să adauge cât mai mulți luptători în Ultimate prin DLC. 
Liniile vocale înregistrate de David Hayter pentru Snake au fost reutilizate pentru Ultimate, în ciuda faptului că Hayter a fost înlocuit în Metal Gear Solid V.  Xander Mobus, care a furnizat vocea lui Crazy Hand, Master Hand și crainicul din Super Smash Bros. pentru Nintendo 3DS și Wii U, a revenit și cu noi clipuri vocale, pe lângă faptul că și-a reluat rolul vocal al personajului Joker din Persona 5⁠(d).  Adăugarea lui Ridley din Metroid ca personaj jucabil a fost ceva pe care comunitatea Super Smash Bros. îl solicitase de la serie de ceva timp. În 2008, Sakurai spusese că știa că Ridley este un personaj foarte solicitat, dar s-a gândit că este „imposibil” să-l adauge dacă nu reușesc să sacrifice dimensiunea personajului în scopuri de echilibrare.  Pentru ca Ridley să poată fi inclus în joc, Sakurai a studiat arta personajului și l-a reproiectat astfel încât să poată sta în picioare.  Toate personajele au fost alese la începutul dezvoltării, cu excepția lui Incineroar, care nu fusese încă creat;  în schimb, echipa a lăsat un spațiu deschis pentru un Pokémon din Pokémon Sun & Moon⁠(d). Cerneala lăsată a personajelor Inklings s-a dovedit dificil de implementat datorită modului în care interacționează cu mediul. 
Echipa a conceput Spiritele pentru că dorea să creeze un mod de joc plăcut pentru un singur jucător, dar nu avea suficiente resurse pentru a crea modele de personaje. Potrivit lui Sakurai, Spiritele au fost esențiale pentru utilizarea diferitelor francize. 

### Conținut descărcabil (DLC)
Ca și în cazul jocurilor anterioare, Nintendo plănuia să ofere noi luptători prin DLC; totuși, spre deosebire de versiunea anterioară pentru 3DS și Wii U, în care jucătorii puteau solicita ce personaje doreau să vadă în joc, Nintendo a ales ce personaje vor adăuga până în noiembrie 2018.  La fel ca și în jocul anterior, costume Mii suplimentare au fost lansate ca DLC plătit. Anumite costume au adăugat și noi piese muzicale în joc.  Sakurai credea că, în ciuda unor personaje precum Joker, primul luptător DLC anunțat, nefiind neapărat din jocurile asociate de obicei cu Nintendo, acestea au fost adăugate datorită faptului că sunt „emblematice” pentru tipurile de personaje pe care doreau să le adauge la Ultimate. Piranha Plant a fost aleasă ca personaj DLC deoarece Sakurai a vrut să adauge diversitate listei.  Nintendo sa întâlnit cu șeful studioului Rare, Craig Duncan, la E3 2018, pentru a discuta despre posibilitatea includerii lui Banjo & Kazooie ca DLC; Duncan, crezând că este „o oportunitate grozavă”, a fost de acord și a conectat cele două echipe de dezvoltare pentru discuții ulterioare.  Sakurai a remarcat că Banjo & Kazooie au fost al doilea cel mai solicitat personaj pentru Super Smash Bros. for Nintendo 3DS and Wii U într-un vot al fanilor aprobat de Nintendo în 2015,  și că adăugarea lui Banjo & Kazooie s-a întâmplat „destul de ușor”. în ciuda faptului că proprietatea este deținută de Microsoft prin achiziționarea Rare,  cu Phil Spencer, șeful Xbox, afirmând că negocierea includerii lor a fost „o înțelegere ușor de făcut” datorită parteneriatului puternic al Microsoft cu Nintendo. 
Potrivit lui Daniel Kaplan de la Mojang Studios, discuțiile timpurii dintre Nintendo și Microsoft privind includerea conținutului Minecraft în seria Super Smash Bros. au început cu aproximativ cinci ani înainte de adăugarea lui Steve în joc.   Sakurai dorea să îl includă pe Sora din Kingdom Hearts în joc, deoarece Sora era cel mai solicitat luptător la votul fanilor din 2015,  dar inițial a crezut că legalitatea în jurul proprietății intelectuale cu Disney ar fi de netrecut. Cu toate acestea, Sakurai s-a întâlnit cu un reprezentant Disney, ceea ce a facilitat demararea negocierilor pentru includerea lui Sora.

## Lansare

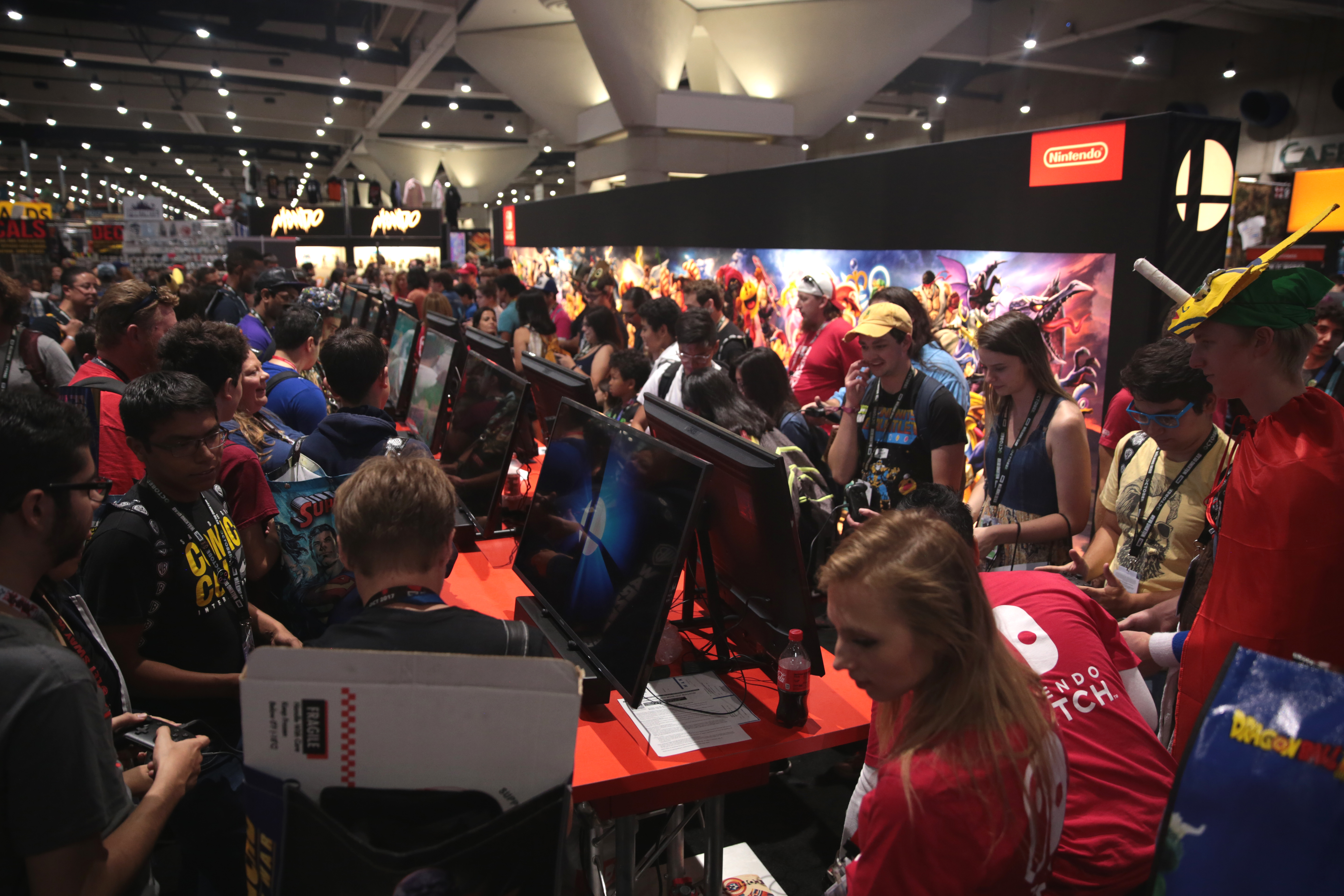
Participanții la San Diego Comic-Con din 2018 joacă un demo al jocului Ultimate

Ultimate a fost anunțat în timpul unei prezentări Nintendo Direct⁠(d) pe 8 martie 2018, sub titlul de Super Smash Bros., anul de lansare fiind 2018. Nintendo a anunțat oficial jocul la E3 2018⁠(d), dezvăluind că lista completă de personaje din jocurile anterioare va fi inclusă, precum și data lansării sale. Versiunile demo au fost redate la E3 în iunie și la San Diego Comic-Con în luna următoare. IGN  a nominalizat Ultimate pentru premiul pentru cel mai bun joc de la E3 2018; jocul a câștigat cel mai bun joc Nintendo Switch atât de la IGN, cât și de la Gamescom.   Două prezentări Nintendo Direct în 2018, una pe 8 august și alta pe 1 noiembrie, au fost dedicate jocului, dezvăluind noi personaje, scene și moduri de joc.  
Nintendo a lansat Super Smash Bros. Ultimate la nivel mondial pe 7 decembrie 2018.  Pe lângă versiunea standard, a fost lansată și o ediție specială care conține un controler Nintendo Switch Pro cu temă Super Smash Bros.  și o consolă Switch cu un cod de descărcare.  O ediție specială suplimentară conținea o pereche de Joy-Con⁠(d) tematice Super Smash Bros., precum și o consolă Switch.

### Vânzări
În noiembrie 2018, Nintendo a anunțat că Ultimate este cel mai precomandat joc pentru Switch și din serie.  The Association for UK Interactive Entertainment a raportat că Ultimate a fost cel mai rapid vândut joc Switch și Super Smash Bros. în Regatul Unit, cu vânzări de lansare fizică cu 302% mai mari decât cele pentru Super Smash Bros. for Wii U  În primele trei zile de vânzare în Japonia, jocul a vândut 1.2 milioane de exemplare, vânzând mai mult decât Pokémon: Let's Go, Pikachu! și Let's Go, Eevee! și The Legend of Zelda: Breath of the Wild în regiune. 
În 11 zile de la lansare, Ultimate a vândut mai mult de trei milioane de copii în Statele Unite, făcându-l cel mai rapid vândut joc Switch din țară.  În mod similar, a fost cel mai rapid vândut joc Switch, precum și cel mai rapid vândut joc pentru orice consolă Nintendo din Europa, pe baza primelor vânzări de 11 zile.  S-a estimat că jocul a vândut și livrat peste cinci milioane de copii în primele trei zile de la lansare în toată lumea.  În trei săptămâni, Ultimate a devenit al cincilea cel mai bine vândut joc Switch din Regatul Unit, depășind vânzările lui Splatoon 2⁠(d).  În ianuarie 2019, Amazon a raportat că Ultimate a fost cel mai vândut produs din categoria jocuri video în 2018,  Nintendo anunțând oficial că jocul a livrat peste 12.08. milioane de exemplare în întreaga lume.  Ultimate a fost, de asemenea, cel mai rapid vândut joc Nintendo din toate timpurile, până când a fost depășit de Pokémon Sword and Shield⁠(d) în 2019.   Până în septembrie 2020, jocul vânduse peste 21.10 milioane de copii la nivel mondial,  făcându-l cel mai bine vândut joc de luptă din toate timpurile,  depășind recordul Street Fighter II⁠(d),  și a devenit al treilea cel mai bine vândut joc Nintendo Switch, după Animal Crossing: New Horizons⁠(d) și Mario Kart 8 Deluxe. La data de 30 iunie 2021 , vânzările totale au ajuns la 24,77 milioane. 

### Premii
Jocul a câștigat premiul pentru „Cel mai bun joc Nintendo Switch”, „Cel mai bun joc de luptă” și „Cel mai bun joc multiplayer” la Premiile IGN din 2018. 

## Esports
EVO 2019⁠(d), desfășurat în perioada 2–4 august 2019, a prezentat Ultimate ca unul dintre jocurile sale principale. A fost cel mai mare turneu offline Smash Bros. din toate timpurile, cu 3.534 de participanți înscriși.  A stabilit un nou record pentru audiența concomitentă a EVO, cu peste 279.000 de spectatori la Top 8. 
În februarie 2020, a fost anunțat că Smash World Tour va prezenta atât Super Smash Bros.⁠(d) Melee⁠(d), cât și Smash Bros. Ultimate.   